# الحرب الروسية الفارسية (1826-1828)

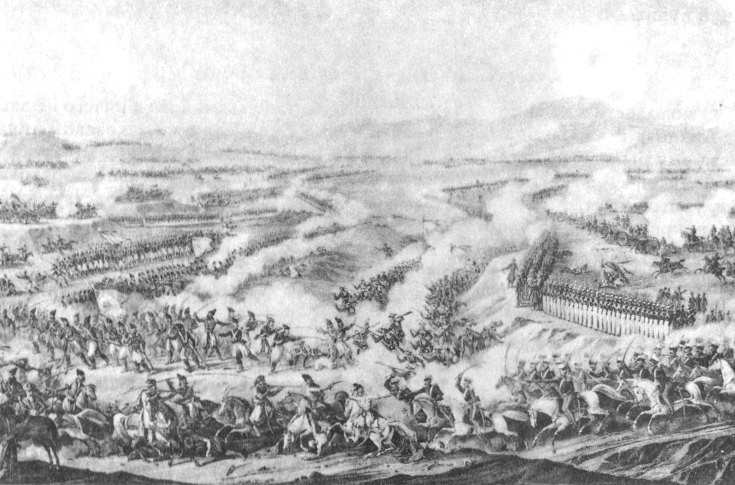
معركة اليزابيث بول في 13 سبتمبر 1826

الحرب الروسية الفارسية لسنة 1826 كانت آخر صراع مسلح بين الإمبراطورية الروسية والدولة القاجارية انتهت بانتصار كبير لروسيا وتوقيع شاه فارس على معاهدة تركمانجاي التي تضمنت بنوداً نصت على دفع تعويضات لروسيا والتنازل عن مناطق حدودية في القوقاز لصالح الروس.
بعد معاهدة كلستان التي أنهت الحرب الروسية الفارسية السابقة عام 1813، ساد السلام في القوقاز لثلاثة عشر عامًا. ولكن، اتبع فتح علي شاه، الذي كان في حاجة مستمرة إلى الإعانات الأجنبية، نصيحة العملاء البريطانيين، الذين ألحوا عليه لاستعادة الأراضي التي خسرها أمام روسيا وتعهدوا بتقديم دعمهم للأعمال العسكرية. تم البت في الأمر في ربيع عام 1826، عندما ساد حزب عباس ميرزا المولع بالقتال في طهران ووضع الوزير الروسي ألكسندر سيرجيفيتش مينشيكوف تحت الإقامة الجبرية.[بحاجة لمصدر]
انتهت الحرب عام 1828 بعد احتلال تبريز. كان للحرب نتائج كارثية على بلاد فارس أكثر من حرب 1804-1813، إذ جردت معاهدة تركمانجاي التي تلتها بلاد فارس من آخر أقاليمها المتبقية في القوقاز، والتي ضمت كلًا من أرمينيا الحديثة، وما تبقى لها من جنوب أذربيجان المعاصرة، واغدير المعاصرة في تركيا. فقدت بلاد فارس جميع أراضيها في القوقاز أمام روسيا بموجب معاهدتي كلستان وتركمانجاي. امتدت هذه الأراضي في الماضي على جميع أنحاء منطقة جنوب القوقاز وجزء من شمال القوقاز.
مثلت الحرب نهاية حقبة الحروب الروسية الفارسية، إذ أصبحت روسيا بعدها القوة المهيمنة في القوقاز. اضطرت بلاد فارس (إيران) للتنازل عن مساحات من الأراضي لم تستردها أبدًا. بقيت الأراضي المحتلة أكثر من 160 عامًا تحت السيطرة الروسية قبل تحقيق استقلالها، باستثناء داغستان التي ما تزال ملكية روسية. في عام 1991، بعد تفكك اتحاد الجمهوريات الاشتراكية السوفيتية، أُنشئت دول جورجيا وأذربيجان وأرمينيا المعاصرة من معظم مناطق جنوب القوقاز التي كانت تحت سيطرة روسيا في عام 1828.
كنتيجة مباشرة لمعاهدتي كلستان وتركمانجاي الناتجتين عن الحربين الروسية الفارسية في القرن التاسع عشر، انقسم شعبا الأذر والطاليون بين دولتين (أذربيجان وإيران).

## 1826: الغزو الفارسي والرد الروسي
في مايو 1826، احتلت القوات الروسية ميراك، ضد إرادة القيصر نيكولاي الأول. ورداً على ذلك، أرسلت الحكومة الفارسية الميرزا محمد صادق إلى سانت بطرسبرغ في محاولة لمناقشة القضية. ولكن، احتجز الحاكم العام للقوقاز أليكسي إرمولوف صادق في تبليسي.
بدون إعلان حرب، في 19 يوليو 1826 (جميع التواريخ بالتقويم القديم، لذا أضف 12 يومًا للتقويم الغربي) غزا جيش قوامه 35,000 جندي بقيادة عباس ميرزا كاراباخ (قرة باغ) وطاليش، وألحق بهما أضرارًا كبيرة. غيرت الخانات المحلية ولائها. اجتاح بومباك وشوراغل (بالقرب من غيومري) من يريفان. وطوق غيومري، لكن تمكنت الحامية من الهرب، بينما استسلم 1000 رجل في آك كارا تشاي. حوصرت شوشا، عاصمة كاراباخ، وهُجرت لنكران وإليزابيثبول (غانجا سابقًا)، وحوصرت باكو. لم يبدِ إرمولوف أي نشاط على نحو غريب، ويعزى ذلك جزئيًا إلى أنه لم يكن لديه سوى 3500 رجل. طلب المزيد، فأرسل نيكولاي فرقة واحدة و6 أفواج من سلاح فرسان قوقاز الدون، وطلب من إرمولوف غزو خانات يريفان. أجاب إرمولوف أن هذا مستحيل، فرد نيكولاي بإرسال إيفان باسكيفيتش. أثار هذا إرمولوف، الذي أرسل فاليريان ماداتوف جنوبًا مع تعليمات بعدم المخاطرة بمعركة كبيرة. عصى ماداتوف التعليمات وفي 2 سبتمبر هزم هو و2000 رجل 10,000 فارسي ورفع حصار شوشا. عاد الروس إلى إليزابيثبول. ووصلت التعزيزات، ووصل أيضًا باسكيفيتش الذي تولى قيادة الجيش من إرمولوف. في 14 سبتمبر، دحر ما يقدر بـ 60,000 فارسي على نهر أكستافا على بعد 18 ميل غرب إليزابيثبول.

## 1827: الغزو الروسي المعاكس والنصر
كان موقف إرمولوف ضعيفًا، وسلم السلطة إلى باسكيفيتش في 28 مارس 1827. في أبريل 1827 {أو في وقت سابق؟} احتل بينكندورف دون مقاومة دير إتشميادزين، روما الأرمينية، ثم حاصر يريفان. وانضم إليه باسكيفيتش في 15 يونيو. وجد أن رجال بينكندورف كانوا منهكين، فاستبدلهم بقوات جديدة بقيادة كراسوفسكي وانطلق جنوباً إلى ناخيتشيفان (نخجوان)، عاصمة تلك الخانات. كان هدفه تهديد عاصمة تبريز التي كان يرأسها عباس ميرزا ومنع أي إغاثة ليريفان من هذا الاتجاه. ودخل ناخيتشيفان دون مقاومة في 26 يونيو وأصبح الخانات مقاطعة روسية. ولكن انتشر المرض وتأخرت قوافل الإمداد، لذا لم يتقدم باسكيفيتش إلى تبريز.
وفي الوقت نفسه، اضطر كراسوفسكي، في 21 يونيو، إلى رفع الحصار عن يريفان بسبب حالة قواته. وترك أحد الأفواج في إتشميادزين ثم إنسحب إلى الشمال. في هذه المرحلة ضرب عباس ميرزا. وكانت خطته هي تجاوز باسكيفيتش في الغرب والاستيلاء على إتشميادزين وغيومري، وتدمير تبليسي والعودة عبر كاراباخ. اضطر كراسوفسكي إلى العودة إلى الجنوب لإغاثة إتشميادزين (16 أغسطس). كان لديه 1800 جندي مشاة و500 جندي من سلاح الفرسان و12 مدفع. كانت المسافة 33 كيلومترًا فقط ولكن التضاريس كانت صعبة، وكانت الحرارة مروّعة وأغلق 3,000 فارسي الطريق. شق الروس في معركة آشتاراك طريقهم إلى إتشميادزين وأغاثوها على حساب نصف عددهم. انسحب الفرس جنوبًا مع خسارة 400 رجل فقط . يقال إنه لو لم يحم كراسوفسكي الدير لكان من الممكن أن يقابل عباس ميرزا على أرضه وباختياره، ولكن الأمر تم ونجح.
عندما وصل الخبر إلى باسكيفيتش تخلى عن جميع خطط التحرك باتجاه الجنوب وعاد إلى إتشميادزين (5 سبتمبر). وبانتقاله شرقًا، استولى على حصن سردار آباد، وفي 23 سبتمبر، ظهر أمام جدران يريفان. قاد بوشين جزء كبير من أعمال الحصار، وهو ضابط مهندس سابق خُفضت مرتبته إلى الصفوف لتورطه مع متمردي ديسمبر. عندما سقط المكان رُقي إلى ضابط صف. عندما سقطت يريفان في 2 أكتوبر، احتجز 4000 سجينًا و49 مدفعًا[بحاجة لمصدر] وأصبحت خانات يريفان مقاطعة روسية.
عندما غادر باسكيفيتش ناخيتشيفان، عين الأمير إريستوف، وهو جورجي، مع موراليوف كنائبين له. أعطاهم تعليمات صارمة لحراسة المقاطعة فقط وعدم القيام بأي تحرك عدواني. قام عباس ميرزا بالشيء البديهي. عبر نهر آراس دون مقاومة ليجد نفسه في مواجهه إريستوف مع 4000 رجل و26 مدفع، وكانوا أكثر بكثير مما توقع. انسحب عباس، وطارده إريستوف لبعض الوقت وعاد إلى ناخيتشيفان. حتى الآن كانوا ملتزمين بالأوامر. لكن عندما سمعوا أن الجيش الفارسي كان في حالة من الإحباط التام، كان الإغراء كبيرًا جدًا. انطلقوا في 30 سبتمبر ووصلوا إلى مكان يدعى مراد، كان عباس خلفهم، ولكن عندما وصلت إليهم أنباء سقوط يريفان، سيطر الذعر والهلع على الجيش الفارسي. وكان على موراليوف الاختيار بين أن يكون جريئًا أو أحمقًا. في 11 أكتوبر، غادر مرند متوجهًا إلى الجنوب، بعد أن أخفى خططه عن الجميع، بما في ذلك إيريستوف. وبحلول 13 أكتوبر كانوا على بعد بضعة أميال من تبريز. هربت الحامية، ويُقال إن السكان قد طردوها. فتحت البوابات واحتُلت المدينة القديمة الغنية التي بلغ عدد سكانها 60,000 نسمة دون مقاومة. بدأت مفاوضات السلام على الفور، لكنها لم تصل إلى نتيجة. استؤنف القتال في يناير، لكن الجيش الفارسي كان محبطًا لدرجة لم تسمح له بالقتال. احتُلت أرومية وفتحت أردبيل أبوابها. ووُقعت معاهدة تركمانجاي في 10 فبراير 1828، حيث أعطى خاني يريفان وناخيتشيفان الأذربيجانيين لروسيا. في 20 مارس 1828 علم باسكيفيتش أن روسيا في حالة حرب مع تركيا.